# Identity Metasystem
Het Identity Metasystem is het concept van samenwerkende technieken om het identificeren, authentiseren en autoriseren op internetomgevingen over diverse platformen heen mogelijk te maken. Het concept is ontwikkeld door Kim Cameron van Microsoft en is door de gemeenschap op het internet als standaard aanvaard. Microsoft heeft de technieken om het metasystem te realiseren rechtenvrij gemaakt.

## Uitgangspunt
Het identity metasystem is bedacht om een concept neer te leggen waarbij allerhande systemen, technieken, protocollen en processen over en weer de identificatie, authenticatie en autorisatie van gebruikers mogelijk maken. Het metasystem moet een soortgelijke betekenis krijgen als de TCP/IP stack voor internet, namelijk als het cement voor het koppelen van verschillende componenten.
De gedachte is dat een identificatiedienst, een authenticatieservice en een autorisatieproces die conform het metasystem ontwikkeld zijn, altijd met elkaar overweg kunnen. En het moet dan ook mogelijk zijn om bepaalde implementaties van de verschillende componenten te kunnen selecteren. Zo zou bijvoorbeeld een authenticatie op basis van Kerberos of op basis van X509.3 certificaten functioneel gelijkwaardig moeten kunnen worden toegepast.

## Rollen
Binnen het metasystem worden de volgende systeemrollen onderkend:
- Identity Provider: de service die digitale identiteiten en claims beschikbaar stelt aan een individu
- Relying Party: de dienst (website of applicatie) waar iemand gebruik van wenst te maken en die digitale identiteiten van identity providers accepteert
- Subject: de gebruiker die gebruik wil maken van een dienst van een website of applicatie

## Standaarden
- WS*
- SAML

## Implementaties

### Framework
- Windows CardSpace
- Higgins
- DigitalMe

### Componenten
- Kerberos
- Public Key Infrastructure